# Д’Альберти, Марко
Марко Д’Альберти (итал. Marco D’Alberti; род. 10 августа 1948, Рим) — судья Конституционного суда Италии (с 2022).

## Биография
Родился 10 августа 1948 года в Риме. Окончил университет Сапиенца.
С 1973 по 1978 год являлся помощником профессора административного права университета Сапиенца. 
С 1978 по 1992 год преподавал в университете Камерино, Урбинском университете, Политехническом университете Марке (Анкона), Высшей школе государственного управления (Рим), Свободном международном университете социальных наук Гвидо Карли.
С 1985 года является профессором административного права.
С 1992 по 1997 год и с 2004 по 2007 год преподавал на факультете политических наук, с 2007 по 2018 год на факультете права университета Сапиенца.
С 2010 по 2018 год являлся директором магистерских программ второй степени в области глобального регулирования рынков. С 2013 по 2018 год являлся старшим научным сотрудником Школы углубленных исследований университета Сапиенца.
Проводил исследования и выступал с лекциями в иностранных университетах. В 1990 и 2005 годах был приглашённым профессором в университете Пантеон-Ассас.
В 1995, 2016 и 2018 годах преподавал в Юридической школе Колумбийского университета.
С 2009 года является членом научного совета Франко-Итальянского университета.
С 2019 года — эмерит административного права университета Сапиенца. 
В 1985 году являлся членом правительственного комитета по модернизации государственных институтов. В 1991 году — членом комитета по имплементации административно-процессуального кодекса. В 1997 году являлся председателем комитета по административным инновациям.
С 1995 по 1997 год являлся членом Национального совета экономики и труда Италии. 
С 1993 по 1997 год являлся членом комитета обеспечения статистической информацией Италии.
С 1995 по 1997 являлся членом Комиссии по фондовому рынку и компаниям Италии.
С 1997 по 2004 год являлся комиссаром Агентства конкуренции и регулирования рынков Италии.
В 2013 году являлся председателем Государственной комиссии по возрождению культурного наследия и туризму Италии.
С 2019 по 2022 год являлся главой Высшего совета по культурному наследию Италии.
Судья Конституционного суда Италии (с 20 сентября 2022).
С 1998 года является членом Академии сравнительного правоведения. 
С 2007 года является членом правления Европейской организации публичного права.
С 2013 года является членом Совета международного общества публичного права.
Барристер.
Юридический советник премьер-министра Италии.
Член Высшего совета Банка Италии.
Автор статей по административному праву, государственному управлению, сравнительному правоведению, регулированию рынков.

## Книги
- «Le concessioni amministrative» (Наполи, 1981)
- «I “public contracts” nell’esperienza britannica» («Государственные закупки:Опыт Великобритании») (Наполи, 1984)
- «Diritto amministrativo comparato» («Сравнительное административное право») (Болонья, 1992)
- «Poteri pubblici, mercati e globalizzazione» («Возможности государства, рынки и глобализация») (Болонья, Издательство «Il Mulino», 2008)